# Cône volcanique

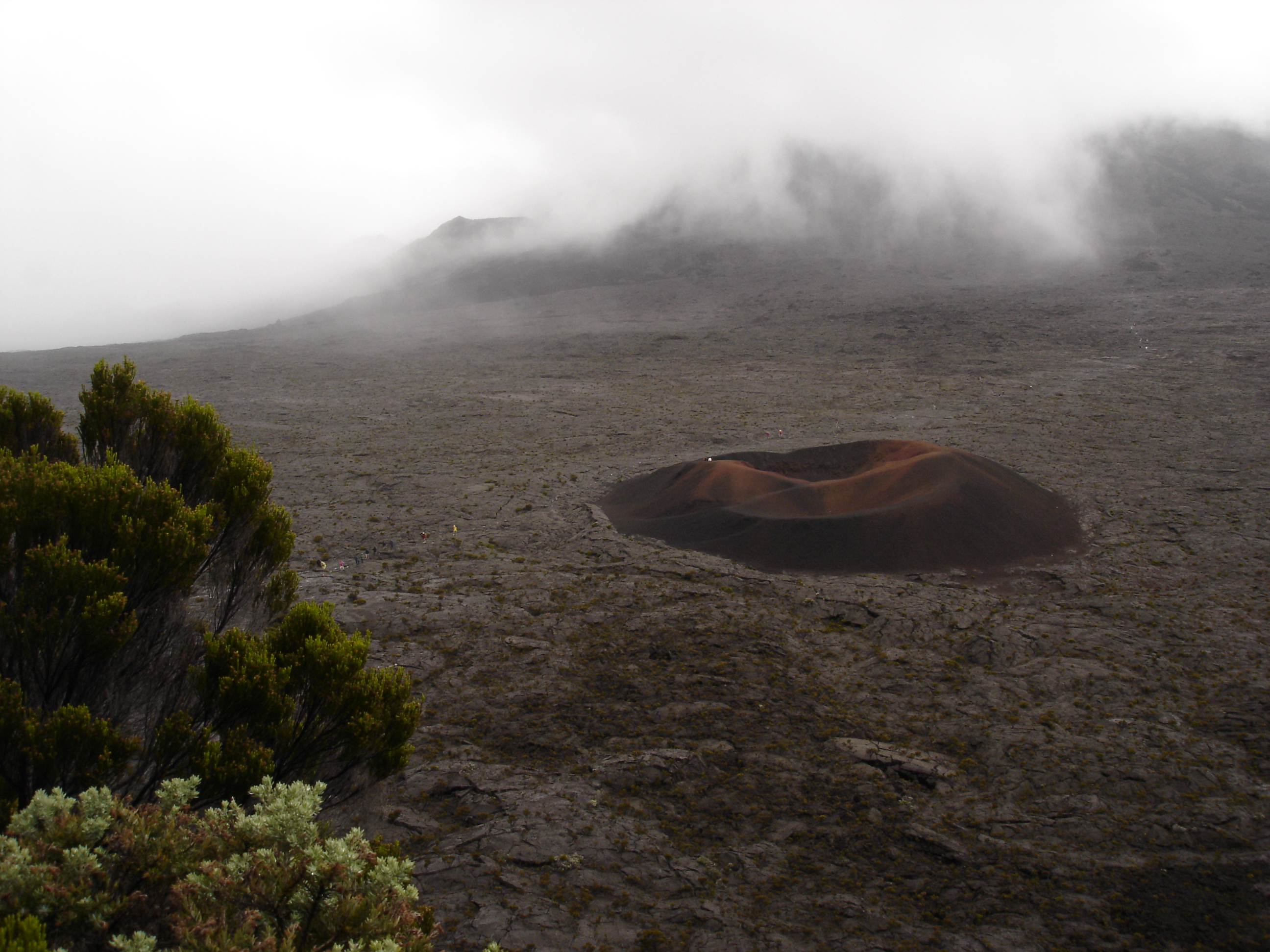
Le Formica Leo, un cône de scories né d'une bouche éruptive latérale du piton de la Fournaise sur l'île de La Réunion.

Un cône volcanique est un type d'édifice géologique d'origine volcanique en forme de cône formé par l'empilement de téphras et/ou de laves au cours d'une seule éruption (volcan monogénique) ou de plusieurs éruptions (volcan polygénique). Il s'agit de l'une des trois grandes formes de relief volcanique avec le dôme et le cratère.

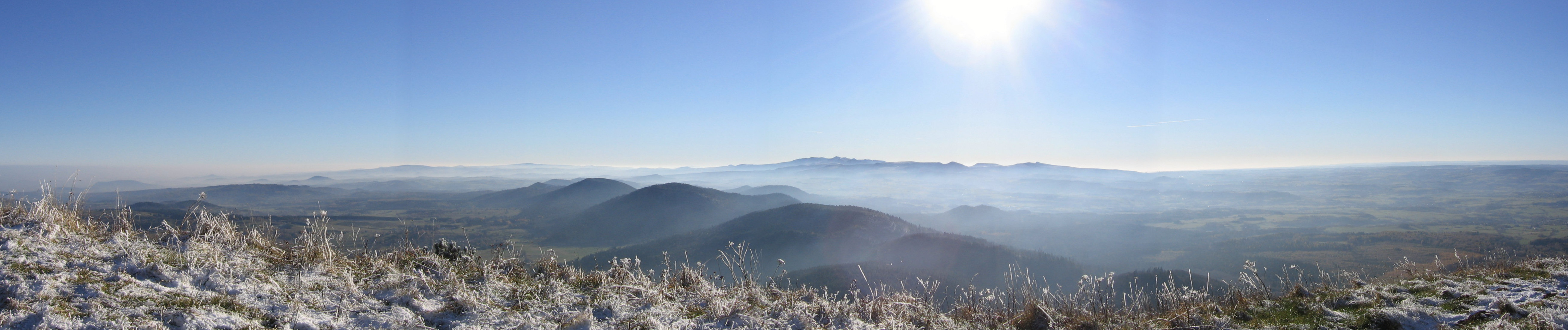
La chaîne des Puys : un alignement de cônes, de dômes et de cratères datant de la fin du Quaternaire.

Il peut s'agir :
- d'un cône de scories ;
- d'un cône de tuf ;
- d'un stratovolcan.

## Cônes de projections
«  Spatter cone » redirige ici. Ne pas confondre avec Shatter cone.
Un cône de projections ou cônelet de lave, plus souvent désigné par son nom anglais de spatter cone (« cône d'éclaboussures »), est un monticule pentu, typiquement de moins de dix mètres de hauteur et constitué de fragments de lave soudés, formé autour d'une fontaine de lave. Lors d'une éruption fissurale il peut se former une succession de cônes de projection ou bien de longs remblais appelés remparts de projections (spatter ramparts), le long des deux côtés de la fissure.
Les cônes de projections sont surtout connus sur Terre mais il y en a sur d'autres corps du Système solaire, notamment sur Mars.